# المخيم الكشفي العالمي التاسع
عقد المخيم الكشفي العالمي التاسع والمعروف أيضا باسم مخيم اليوبيل، في ساتون بارك، برمنغهام في انكلترا في المملكة المتحدة، لمدة اثني عشر يوما خلال شهر أغسطس عام 1957. وللمخيم معالم مزدوجة مثل الذكرى السنوية الخمسون لتأسيس الحركة الكشفية منذ إنشائها في جزيرة براونسي والذكرى السنوية المئة لولادة مؤسس الكشافة روبرت بادن باول.